# 何種類?
何種類？（なんしゅるい）は、矢印を手がかりに盤面に数字を埋めていくペンシルパズルの名称である。
世界文化社の『パズラー』誌上で発表されたパズルで、同社の雑誌に掲載されるほか、Number Pointers,How Many Kinds? などの名称で海外にも紹介されている。
数独のように条件に従って数字を埋めていくパズルは昔からあったが、埋める数字自体が意味を持つという点が特徴である。

## ルール
- すべてのマスに数字を1つずつ入れる。
- 各マスの数字は、そのマスに入っている矢印の方向にある数字の種類である。

（例えばその方向に2種類の数字があった場合、マスには2が入る）

## 例題
| ↓ 3 | →＿ | ←＿ | ↓＿ |
| ↑＿ | ←＿ | ↓＿ | ←＿ |
| →＿ | ↓＿ | ↑＿ | ←＿ |
| ↑＿ | →＿ | ↑＿ | ← 1 |

## 解法
- 矢印の先に1つしか数字がなければ、そのマスには1しか入らない。
- （列の数）-1 の数字が入っている列には、1からその数までが1つずつ入る。
- 両端の向かい合った矢印の数の差は最大でも1である。
- 同じ方向を向いて連続している二つの矢印の数の差は最大でも1である。

## 解答
| ↓ 3 | → 1 | ← 2 | ↓ 2 |
| ↑ 1 | ← 1 | ↓ 1 | ← 1 |
| → 3 | ↓ 1 | ↑ 2 | ← 3 |
| ↑ 2 | → 2 | ↑ 2 | ← 1 |